# Gufero

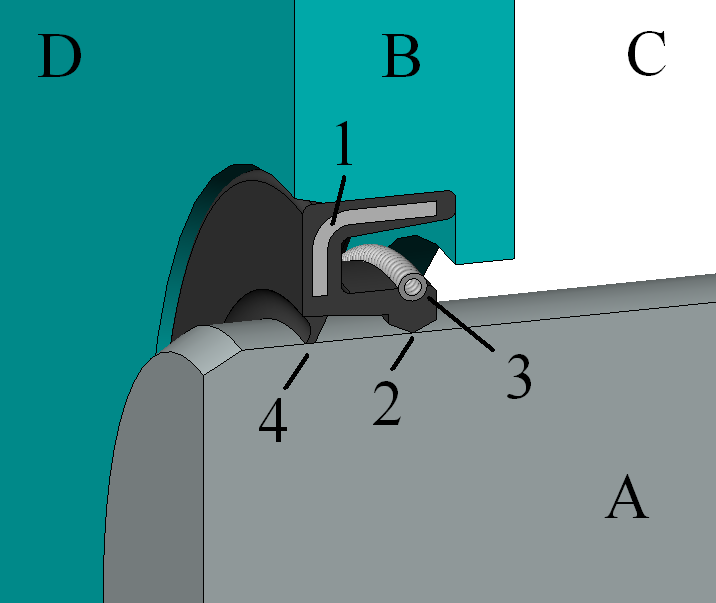
Gufero: 1 výztužný kroužek, 2 těsnicí břit, 3 tažná pružina, 4 ochranný ret, A hřídel, B pouzdro, C čelní strana (kapalina), D strana dna (vzduch)

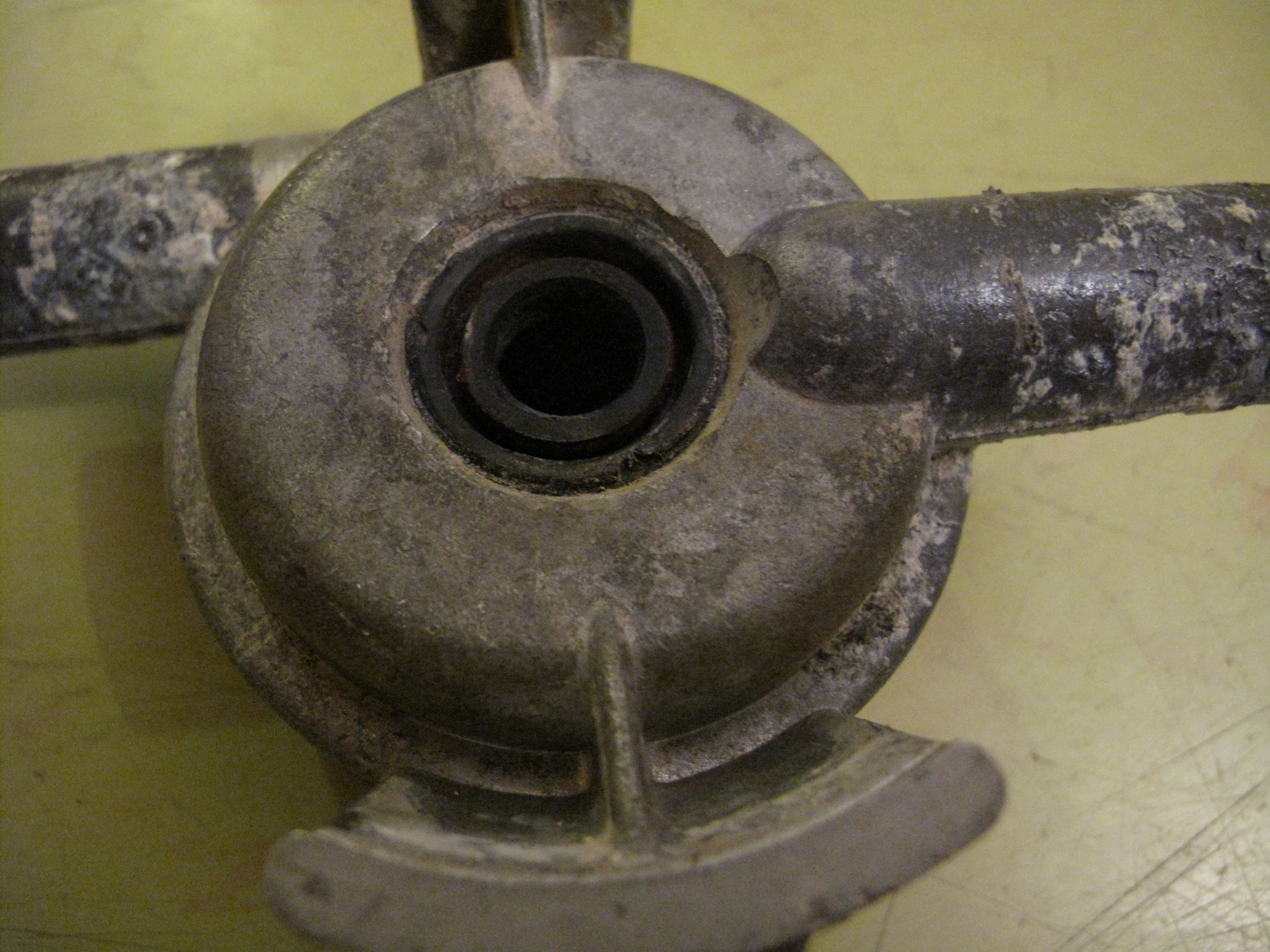
Gufero čerpadla pračky Romo

Gufero (též hřídelový těsnicí kroužek, simmerring, simering, simerink) je strojní součástka. Jedná se  o pryžové těsnění otáčejících se hřídelí a ložisek. Většinou se ukládá do víka ložisek.[zdroj?]

## Popis
Gufero má kruhový tvar. Uprostřed je otvor pro hřídel. Je tvořeno kovovou výztuží, která je obalena pryží. Ta zajišťuje dosednutí do vnější úložné díry. Užší část dosedající na hřídel je zvenku na pryžové části obalena radiální pružinou, která zajišťuje přítlak na hřídel.

## Funkce
Gufero slouží k těsnému oddělení dvou prostředí, která mají stejný nebo odlišný obsah (např. voda × plyn, olej × plyn).

## Užití
Používá se například u jednoduchých dvoudobých motorů k utěsnění prostoru klikové skříně od skříně převodové. Zabrání tak nežádoucímu úniku palivové směsi z klikové skříně do převodovky a taktéž nežádoucímu úniku oleje z převodovky do klikové skříně. Protože mezi guferem a otáčející se hřídelí dochází ke tření, gufero se opotřebí a je třeba ho vyměnit za nové.[zdroj?]

## Typy
Z hlediska Československé státní normy 02 9401 jsou definována tři provedení hřídelového těsnění:
- G – Gufero
- A – Andeco
- GP – Gufero s prachovkou.[4]

## Doporučená drsnost hřídele
- Ra = 0,8 pro obvodovou rychlost do 2 m·s−1
- Ra = 0,4 pro obvodovou rychlost od 2 do 4 m·s−1
- Ra = 0,2 až 0,4 pro obvodovou rychlost od 4 do 12 m·s−1

## Montáž, údržba a demontáž
Hřídelové těsnicí kroužky se vkládají do úložné díry ručně, pak je lze přiklepnout. Před instalací na hřídel se doporučuje styčné plochy promazat.

## Historie
Gufero vzniklo na počátku 20. století v Rakousku. Vyvinul ho rakouský inženýr Walther Simmer, který od roku 1919 pracoval v koželužně Carl Freudenberg & Co. ve Weinheimu. Zde vyvinul stroj na zpracování kůží v solných roztocích. Protože plstěné těsnicí kroužky ložisek ničil louh, vyvinul Walther Simmer lepší kroužky z plstě, chromočiněné usně a korku. V roce 1929 si tyto kroužky objednala automobilka Alder a Daimler. Simmer sám pracoval na vývoji nových strojů, ve kterých by bylo možné těsnicí kroužky využít. V roce 1929 pak vyvinul verzi kroužku, která je velmi podobná té současné. Měla již pevné tělo a těsnicí pružinu. V roce 1932 pak Carl Freudenberg založil firmu na výrobu kroužků, nazvanou Simrit. Ta v roce 1936 nahradila přírodní materiály vhodnější syntetickou pryží. O dva roky později byla pryž nahrazena pryží Perbunan, která odolává oleji. a výrobek byl patentován. Od té doby je gufero známo v německy mluvících zemích a v automobilovém průmyslu jako Simmerringe, respektive česky simerink. Pojmenování součástky, respektive obchodní značku, vymyslel sám vynálezce a spojil v ní svoje příjmení a název rakouské obce Semmering, která byla v té době známa díky automobilovým závodům. Těsnicí kroužky se nepoužívaly jen v automobilovém průmyslu, ale všude tam, kde bylo třeba těsnit hřídel a ložiska.
Po válce založil Walther Simmer se svými syny v rakouském Kufsteinu vlastní firmu na výrobu kroužků, nazvanou Simmerwerke KG. V té době se vyráběly podobné kroužky i v Československu, konkrétně v národním podniku Baťa pod obchodním označením Gufero.  V roce 1949 přešla výroba kroužků pod národní podnik Svit a poté pod národní ppodnik Rudý říjen. Vedle Gufer se v té době dovážely i rakouské Simmerringy a v národním podniku Deza se vyráběl jiný typ, označený jako Andeco. Firma Walthera Simmera se v Rakousku rozrůstala a ve druhé polovině padesátých let již čítala 300 zaměstnanců a miliony vyprodukovaných kusů. V Československu převzal v 60. letech výrobu gufer a andec národní podnik Gumokov. Výroba zde pokračovala ještě v letech 70. V roce 1983 přebral Simmerwerke KG původní Simmerův zaměstnavatel a v roce 2017 patřila obchodní značka německé firmě Freudenberg Sealing Technologies.
Od roku 1992 je GUFERO v České republice ochranou známkou.

## Galerie

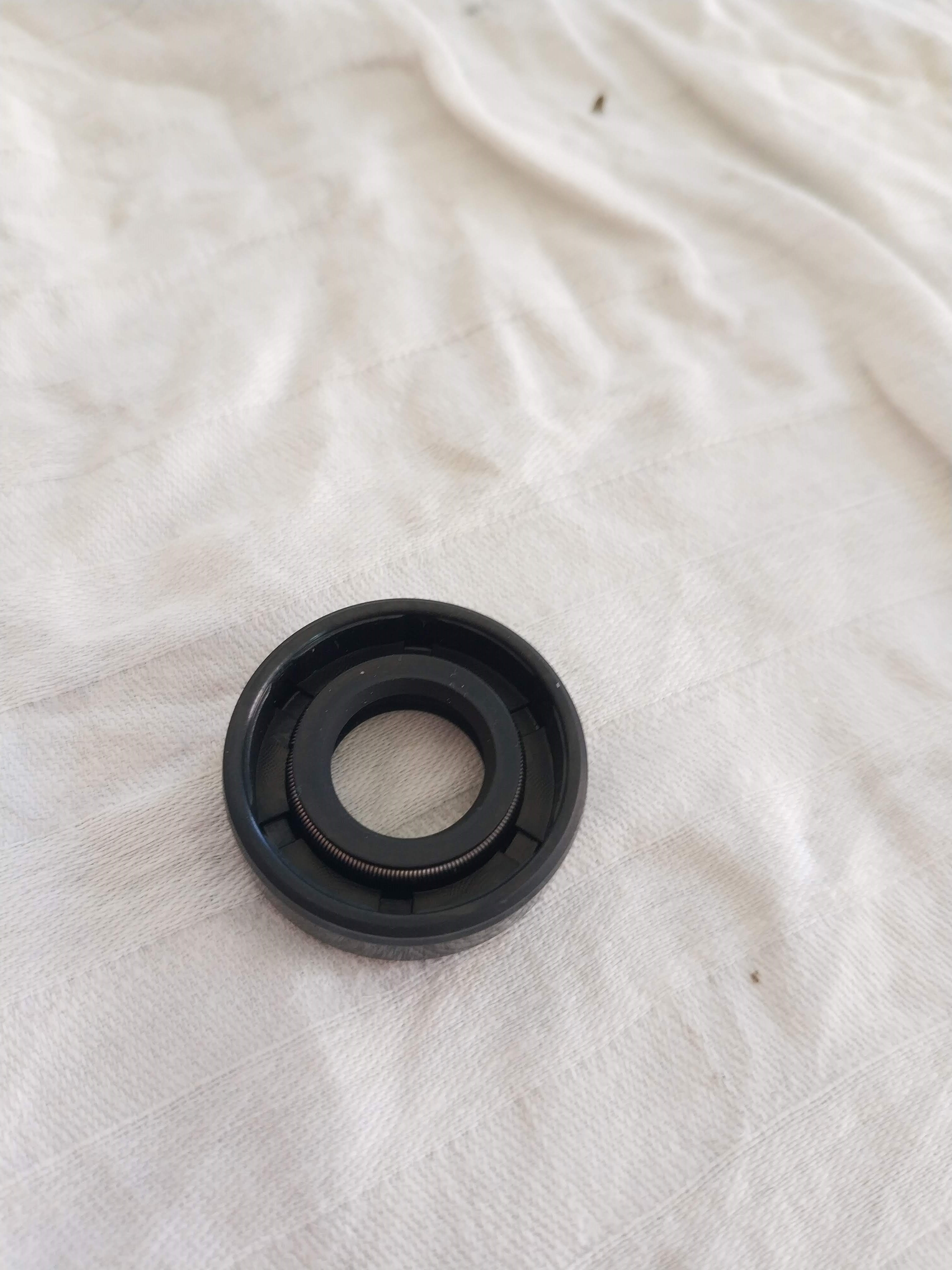
Gufero s prachovkou, vnitřek
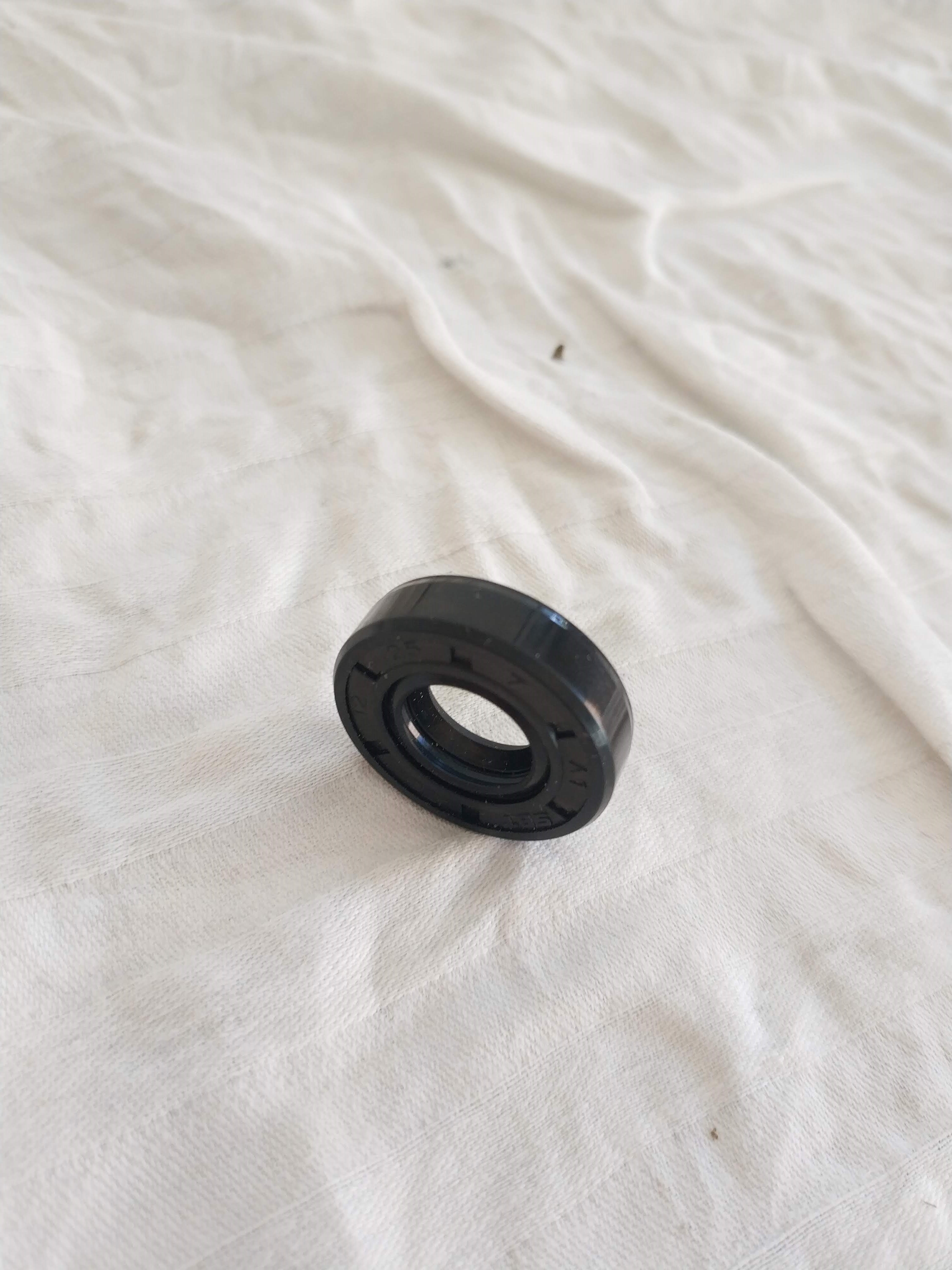
Gufero do pračky ROMO